# Attheyella guyanensis
Attheyella guyanensis är en kräftdjursart som först beskrevs av Delachaux 1923.  Attheyella guyanensis ingår i släktet Attheyella och familjen Canthocamptidae. Inga underarter finns listade i Catalogue of Life.